# محوطه گسترده میان جاده‌ای ۲
محوطه گسترده میان جاده‌ای ۲ مربوط به دوره هخامنشی است و در شهرستان پاسارگاد، بخش هخامنش، دهستان مادر سلیمان، ۲ کیلومتری جنوب غرب روستای کردشول، ۵۰۰ متری جنوب تپه میان جاده‌ای واقع شده و این اثر در تاریخ ۱۸ شهریور ۱۳۸۷ با شمارهٔ ثبت ۲۳۲۰۴ به‌عنوان یکی از آثار ملی ایران به ثبت رسیده است.